# Bożena Kordan
Bożena Ewa Kordan – polska agronom, profesor nauk rolniczych.

## Życiorys
W 1986 ukończyła studia rolnicze w Akademii Rolniczo-Technicznej w Olsztynie, w 1993 obroniła pracę doktorską pt. Entomofauna wybranych odmian łubinu żółtego (Lupinus luteus L.) i łubinu wąskolistnego (Lupinus angustrifolius L.), której promotorem była dr hab. Irena Żurańska, w 2006 habilitowała się na podstawie pracy zatytułowanej Porównanie łubinu żółtego (Lupinus lutes L.) i wąskolistnego (Lupinus angustifolius L.) jako roślin żywicielskich mszycy grochowej (Acyrthosiphon pisum Harris). W 2014 uzyskała tytuł profesora nauk rolniczych.
Pracuje na Uniwersytecie Warmińsko-Mazurskim w Olsztynie.
Była zatrudniona w Państwowej Wyższej Szkole Zawodowej im. prof. Edwarda F. Szczepanika w Suwałkach.